# Satun
Satun (in thailandese สตูล) è una città minore (thesaban mueang) della Thailandia di 23 144 abitanti (2020). Il territorio comunale occupa una parte del distretto di Mueang Satun, che è capoluogo della provincia omonima, nel gruppo regionale della Thailandia del Sud.